# Miroslav Pangrác
Miroslav Pangrác (16. října 1924 Rakovník – 19. června 2012 Rakovník) byl český akademický sochař a malíř, čestný občan královského města Rakovníka a Prahy 11.

## Život
Miroslavův talent rozpoznal učitel Mostecký, pořadatel školních malířských soutěží, které jeho žák vyhrával, a díky vyhraným cenám, temperovým barvám a čtvrtkám, měl dostatek materiálu pro malování. Prvním vzorem se stal akademický malíř Alois Kalvoda a Miroslav maloval podle pohlednic s jeho obrazy. Na půdě rodinného domu pořádal první výstavy, nejlepší díla vystavoval v oknech dílny svého otce, Pangrácova pohřebního ústavu, a některé z obrázků i prodával.
Roku 1941, po ukončení měšťanské školy, nastoupil do keramické dílny rakovnického sochaře Františka Nonfrieda, maloval ornamenty na hrnky a vázičky. Jeho dalším pracovním materiálem se stala hlína, začal modelovat své první plastiky a portréty. Přestože jeho chuť a talent přerušil v roce dvaačtyřicátém nucený nástup na důl Loužek nedaleko Lužné na Rakovnicku, byl v září přijat na keramickou školu v Bechyni a již zde se pro své zkušenosti stal uznávaným učněm. Němci ale roku 1944 školu zavřeli a Miroslav opět nastoupil do Nonfriedovy dílny.
S koncem druhé světové války se Miroslav Pangrác chystal vstoupit na Akademii výtvarných umění v Praze. Na školu byl přijat, ze solidarity k nepřijatému kamarádovi Jiřímu Kodymovi ale nástup o jeden rok odložil a společně se vrátili do Bechyně, kde získal absolventské vysvědčení. Ke studiu na akademii nastoupil pod vedením profesorů Jana Laudy a Karla Pokorného (žáka Josefa Myslbeka). Studium úspěšně po pěti letech ukončil s vyprofilovaným směrem – láskou k českému realistickému umění.
Stal se členem spolku Mánes, zázemí našel v ateliéru pražského hotelu Gráf. Mimo portrétování řady významných osobností kulturního života se Pangrácovou doménou staly dětské portréty. Mezi nejznámější patří „Dítě v šátečku – Víťánek“ (1955), Pangrácův syn z prvního manželství, a „Gábinka“ (1977), dcera z manželství druhého, vystavená na výstavě Grand Palais v Paříži. Později, v letech devadesátých, tvořil v ateliéru na pražském Újezdě, ale i v nově vybudovaném ateliéru v rodném domě v Rakovníku. V šedesátých letech byl osloven v soutěži o návrh pietního zdůraznění prostoru, který je v holandském Rotterdamu místem posledního odpočinku Františka Škroupa. Jeho dílo, soška dívky s názvem „Hudba“, soutěž bezkonkurenčně vyhrála a dodnes zdobí náhrobek autora české národní hymny.

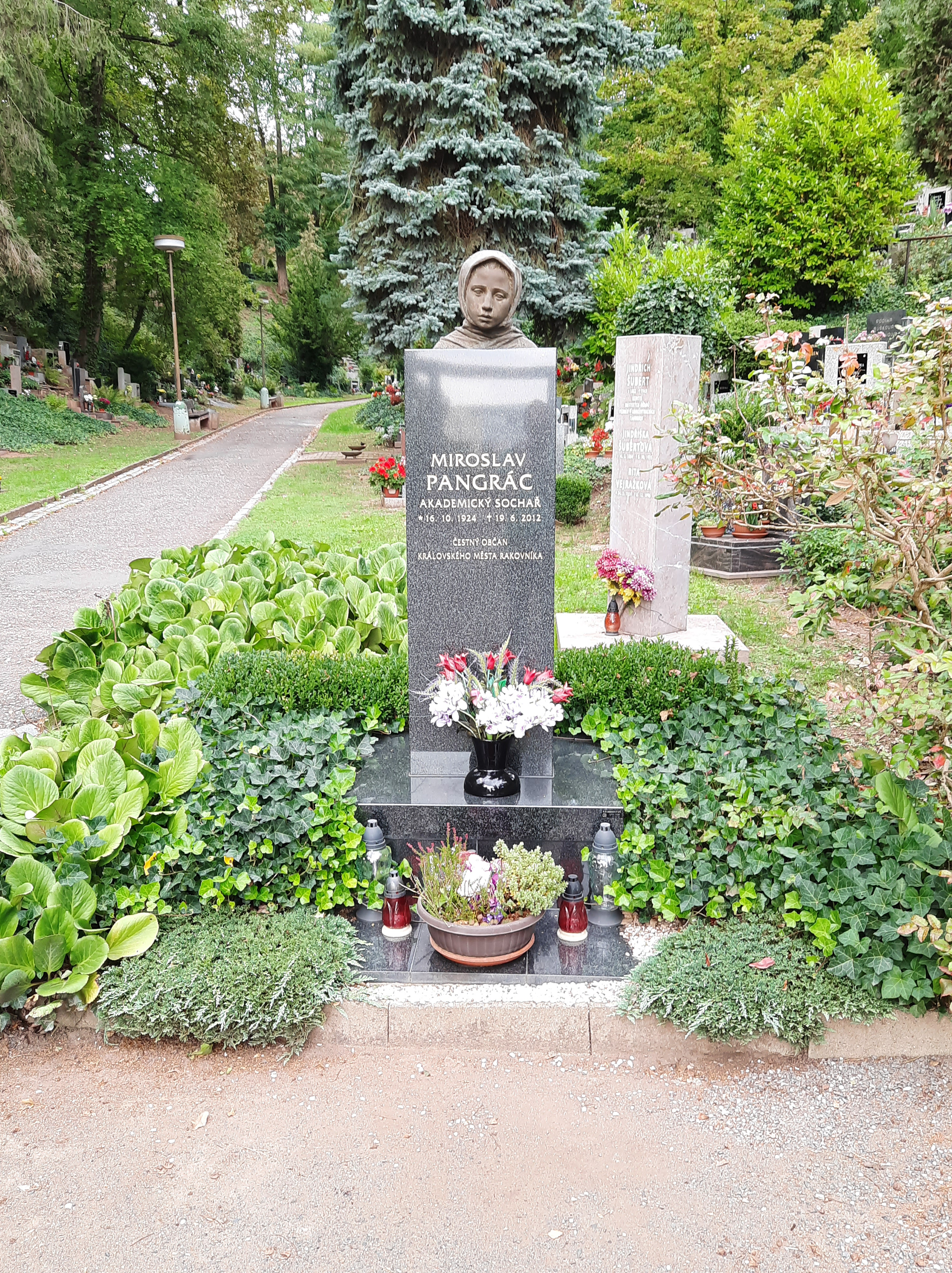
Hrob Miroslava Pangráce v urnovém háji na Městském hřbitově v Rakovníku

Svým celoživotním dílem navazoval na odkaz Josefa Václava Myslbeka a Jana Štursy, který rozvíjel do vlastních osobitých poloh. Za svoji práci získal mnoho odborných ocenění a čestných uznání. V roce 1983 obdržel výroční cenu SČVU a ČVFU a byl jmenován zasloužilým umělcem. Pracovní nasazení vydrželo Miroslavu Pangrácovi do pozdního věku, i přes ubývající fyzickou sílu a zdravotní potíže. Ani tak se ale nenechával od práce odradit, a, nemohl-li vytvářet těžké sochy a bysty, maloval. A to jak obrazy v osobitém stylu, tak i malby abstraktní.
Zemřel 19. června 2012 v rodném domě v Rakovníku a byl pohřben v urnovém háji na zdejším městském hřbitově.

## Dílo (výběr)
- Josef Kopřiva (1948) (Rabasova galerie v Rakovníku)
- Ředitel, archivář a spisovatel Jan Renner (1949) (Muzeum TGM Rakovník)
- Vystěhovalci (1949) (Klauzurní práce na AVU)
- Pionýrka (1951) (Lomnice nad Popelkou)
- Podobizna otce (1951) (Národní galerie v Praze)
- Herečka Otýlie Beníšková, národní umělkyně, (1954) (Tylovo divadlo v Rakovníku, Divadlo na Vinohradech Praha)
- Král Jiří z Poděbrad (1954) (Obřadní síň Poděbrady)
- Lidická žena (1957–1959) (Památník Terezín)
- Hudba (1961) (Náhrobek Františka Škroupa v Rotterdamu)
- Poprsí básníka a novináře Karla Havlíčka Borovského (1962), bronz, osazeno 1964 (Panteon Národního muzea v Praze)[2]
- Herečka Julie Charvátová, zasloužilá umělkyně, (1964) (Lyra Pragensis)
- Houslista Ladislav Štibor (1966) (Galerie moderního umění Roudnice nad Labem, hřbitov Rakovník)
- Dívka s jablkem (1967) (Nadace Český fond umění)
- Akademický malíř Arnošt Folprecht (1970) (autor)
- Lidická žena (1973) (Rabasova galerie v Rakovníku)
- Pomník Gustava Klimenta (1974) (Město Třebíč), v současné době v depozitáři Muzea Vysočiny Třebíč
- Emil Burian (1976) pamětní deska na pěvcově rodném domě (Nová výstavní síň Rabasovy galerie v Rakovníku)
- Herec Stanislav Neumann (1977) (Národní galerie v Praze)
- Gábinka (1977) (Francie, USA)
- Busta malíře Františka Ženíška (1979), bronz, (foyer Národní divadlo v Praze)
- Spisovatelé Eduard Bass a Jan Drda (1985) (pamětní deska, Jiráskovo náměstí v Praze)
- Pomník Klementa Gottwalda (1985) Rakovník (nezvěstný)
- Busta architekta Josefa Zítka (1986, osazeno 1988), bronz, (Karlovy Vary – Mlýnská kolonáda)
- Pomník armádního generála Ludvíka Svobody (1988) (Město Třebíč)
- Marie Sklodowská – Curie, Pierre Curie (1990) (Elektrárna Temelín)
- Malíř Antonín Pelc (1990) (Lišany)
- Akademická malířka Julie Bérová (1991) (Galerie Zirc, Maďarsko)
- Architekt Bohumil Ullrich (1993) (autor)
- Pomník Tomáše Garrigue Masaryka (1997) (Čermákovy sady v Rakovníku, město Slaný)
- Poprsí spisovatele a novináře Karla Čapka (1998) (Panteon Národního muzea v Praze)
- Malíř Antonín Slavíček, spisovatel Karel Václav Rais (2002) (Kameničky)
- Malíř a grafik Vladimír Komárek (2003) (Muzeum TGM Rakovník, Lomnice nad Popelkou, Semily)
- Skladatel Antonín Dvořák (2004) (Čermákovy sady v Rakovníku)
- Dramatik a novinář Josef Kajetán Tyl (2010) (Tylovo divadlo v Rakovníku)
- Spisovatel Miloslav Švandrlík (2010) (Chodov, Praha 4)
- Pamětní deska generála Karla Klapálka (2010) (Praha 11)
- Milan Kotál (2011) (Zimní stadion TJ HC Rakovník)
- Modrý kříž (2003) (Loucký klášter, Znojmo)

## Výstavy (výběr)
- Účast na výstavách: na členských výstavách Mánesa, na všech přehlídkách československého výtvarného umění v Jízdárně Pražského hradu od roku 1951 a na všech tematických výstavách SČVU, dále společné výstavy s Vilmou Vrbovou-Kotrbovou a svým synem Miroslavem Pangrácem (1967), tvořícím pod pseudonymem Grác.
- 1959 Moskva – SSSR
- 1975 Havana – Kuba
- 1977 Káhira, Alexandria – Egypt
- 1970 Gostynin – Polsko (s malířkou Blankou Velovou)
- 1970 Budapešť – Maďarsko (se sochařkou Zinou Koulovou, grafikem Jiřím Mádlem a malířkou Helenou Slavíkovou)
- 1972 Dzintari – Lotyšsko
- 1975 Budapešť – Maďarsko
- 1976 Sofia – Bulharsko
- 1977 Budapešť – Maďarsko
- 1982 Bukurešť – Rumunsko (s malířkou Blankou Velovou)
- 1983 Berlín – NDR (Dny československé kultury)
- 1986 Wismar – NDR (s výtvarnicí Květou Hamsíkovou)
- 1986 Praha – Zasloužilý umělec Miroslav Pangrác, výběr z tvorby (vystaveno 95 sochařských děl a 99 obrazů)
- 1988 Paříž – Francie (společně s ostatními umělci ČSSR)
- 1999 Rakovník (u příležitosti 75. narozenin)
- 2004 Rakovník (u příležitosti 80. narozenin)
- 2009 Rakovník – Malující sochař Miroslav Pangrác (u příležitosti 85. narozenin)

## Galerie

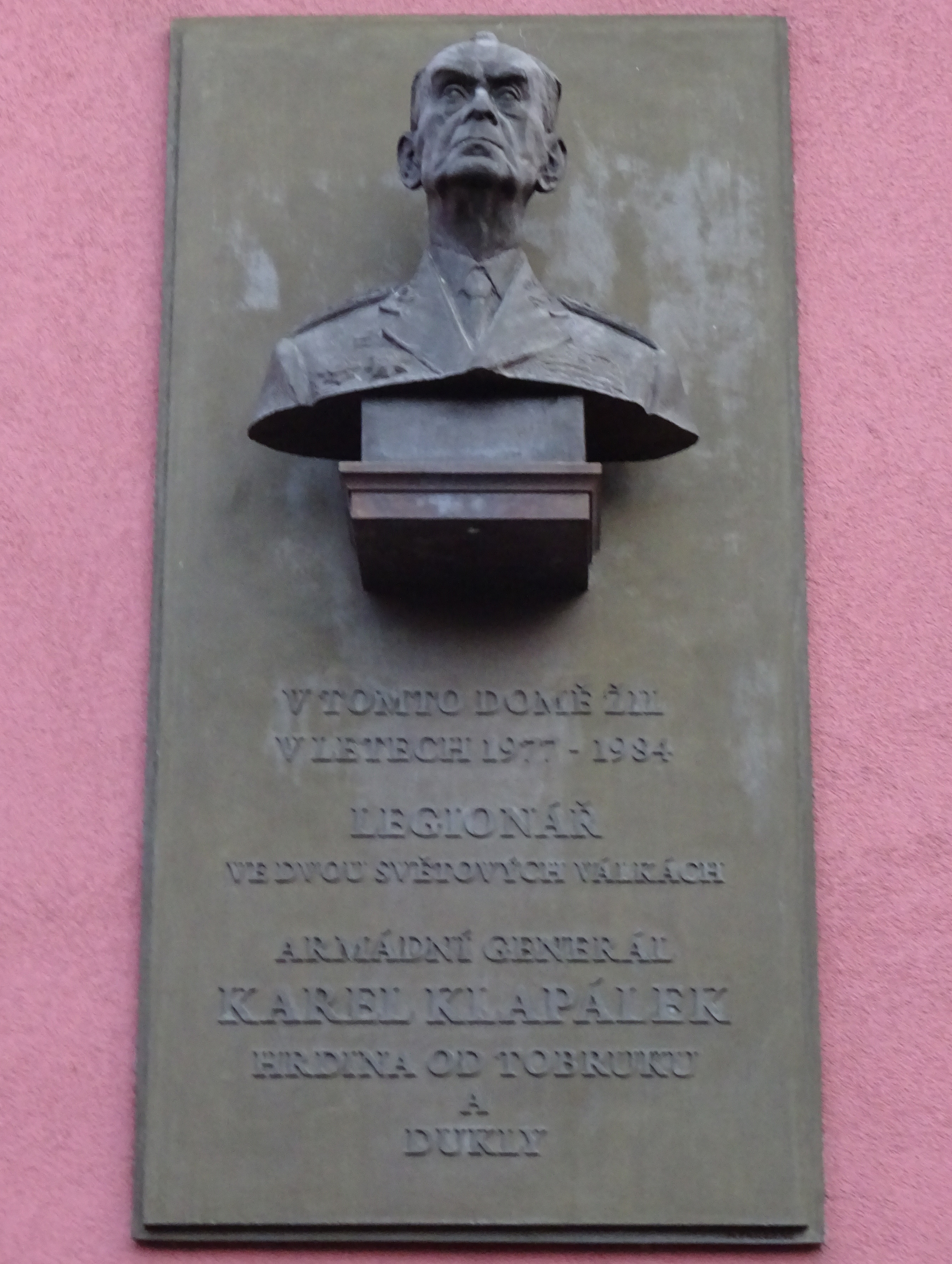
Generál Klapálek (2010)